# Leicestershire
Il Leicestershire (IPA: /ˈlestəʃə/ ) è una contea dell'Inghilterra, nella regione delle Midlands Orientali, in Regno Unito.

## Geografia fisica
Il Leicestershire confina a nord con il Derbyshire e il Nottinghamshire, a est con il Lincolnshire e il Rutland, a sud con il Northamptonshire e a ovest con il Warwickshire e lo Staffordshire.
Il territorio è prevalentemente ondulato ed è attraversato dal fiume Soar che attraversa la contea da sud a nord prima di sfociare nel Trent a Trentlock. Gruppi isolati di colline si incontrano a ovest e a est. In particolare il Leicestershire raggiunge la massima altezza di 278 metri con la Bardon Hill che con la limitrofa Beacon Hill è situata nelle colline della Charnwood Forest nel nord-ovest della contea.
La città principale è Leicester che è il capoluogo di contea. Gli edifici amministrativi del consiglio di contea sono situati a 3 km a nord-ovest di Leicester a Glenfield. Altri centri importanti sono Loughborough, Ashby-de-la-Zouch, Coalville, Hinckley, Melton Mowbray, Market Harborough e Wigston.

## Geografia antropica

### Suddivisioni amministrative
La contea è divisa nei distretti amministrativi di: Charnwood, Melton, Harborough, Oadby and Wigston, Blaby, Hinckley and Bosworth e North West Leicestershire. La città di Leicester costituisce un distretto unitario dal 1997.

#### Suddivisioni
|  | 1. Charnwood 2. Melton 3. Harborough 4. Oadby and Wigston 5. Blaby 6. Hinckley and Bosworth 7. North West Leicestershire 8. Leicester (autorità unitaria) |

## Monumenti e luoghi d'interesse
- Ashby-de-la-Zouch Canal, canale di 35 km inaugurato nel 1804.
- Battlefield Line Railway, storica linea ferroviaria a vapore.
- Bradgate Park, parco ricco di fauna e flora non lontano da Leicester.
- Brampton Valley Way, parco lineare derivante da una linea ferroviaria dismessa nel 1981.
- Campo di battaglia di Bosworth, luogo in cui si combatte un'importante battaglia durante la guerra delle due rose nel 1485.
- Castello di Belvoir, residenza di campagna nata da un castello normanno, usata come set per il film "Il codice da Vinci", e per il film "Il piccolo Lord".
- Donington Park, parco con pista automobilistica.
- Nottingham East Midlands Airport, aeroporto che serve la regione delle Midlands Orientali.
- Foxton Locks, serie di dieci chiuse consecutive sul Grand Union Canal.
- Giardini botanici dell'università di Leicester.
- Great Central Railway, storica linea ferroviaria con treni a vapore.
- High Cross, punto di incontro delle vie romane di Watling e Fosse.
- Jewry Wall, resti delle terme romane a Leicester.
- Launde Abbey, abbazia elisabettiana.
- Moira Furnace, sito di archeologia industriale con un altoforno del 1804.
- Saint Mary de Castro, chiesa di Leicester fondata nel 1107.
- Stanford Hall, residenza di campagna nei pressi del fiume Avon.
- Tempio giainista a Leicester, il solo tempio della religione giainista nel mondo occidentale
- Twycross Zoo, zoo e centro di ricerca con una ricca popolazione di primati.